# Slovaquie aux Jeux olympiques de la jeunesse d'hiver de 2012
La Slovaquie a participé aux Jeux olympiques de la jeunesse d'hiver de 2012 à Innsbruck en Autriche du 13 au 22 janvier 2012. L'équipe slovaque était composée de 30 athlètes dans 5 sports différents.

## Médaillés
| Médaille | Nom          | Sport     | Épreuve       | Date       |
| -------- | ------------ | --------- | ------------- | ---------- |
| Or       | Petra Vlhova | Ski alpin | Slalom femmes | 20 janvier |

## Résultats

### Ski alpin
La Slovaquie a qualifié 2 athlètes.
Hommes
| Athlète     | Épreuve             | Finale        | Finale          | Finale          | Finale          |
| Athlète     | Épreuve             | Manche 1      | Manche 2        | Total           | Rang            |
| ----------- | ------------------- | ------------- | --------------- | --------------- | --------------- |
| Roman Murin | Slalom géant hommes | 1 min 00 s 67 | N'a pas terminé | N'a pas terminé | N'a pas terminé |
| Roman Murin | Super-G             |               |                 | 1 min 07 s 01   | 18              |
| Roman Murin | Combiné             | 1 min 05 s 37 | N'a pas terminé | N'a pas terminé | N'a pas terminé |

Femmes
| Athlète      | Épreuve      | Finale        | Finale   | Finale        | Finale |
| Athlète      | Épreuve      | Manche 1      | Manche 2 | Total         | Rang   |
| ------------ | ------------ | ------------- | -------- | ------------- | ------ |
| Petra Vlhova | Slalom       | 40 s 71       | 39 s 05  | 1 min 19 s 76 | 1      |
| Petra Vlhova | Slalom géant | 57 s 35       | 59 s 16  | 1 min 56 s 61 | 4      |
| Petra Vlhova | Super-G      |               |          | 1 min 06 s 86 | 9      |
| Petra Vlhova | Combiné      | 1 min 06 s 71 | 35 s 51  | 1 min 42 s 22 | 4      |

### Biathlon
La Slovaquie a qualifié 4 athlètes.
Hommes
| Athlète            | Épreuve   | Finale        | Finale  | Finale |
| Athlète            | Épreuve   | Temps         | Manqués | Rang   |
| ------------------ | --------- | ------------- | ------- | ------ |
| Ondrej Kosztolanyi | Sprint    | 22 min 48 s 5 | 4       | 41     |
| Ondrej Kosztolanyi | Poursuite | 34 min 52 s 2 | 6       | 36     |
| Peter Oravec       | Sprint    | 23 min 48 s 0 | 5       | 44     |
| Peter Oravec       | Poursuite | 38 min 22 s 1 | 9       | 44     |

Femmes
| Athlète         | Épreuve   | Finale        | Finale  | Finale |
| Athlète         | Épreuve   | Temps         | Manqués | Rang   |
| --------------- | --------- | ------------- | ------- | ------ |
| Ivona Fialkova  | Sprint    | 18 min 47 s 2 | 1       | 10     |
| Ivona Fialkova  | Poursuite | 32 min 28 s 5 | 10      | 20     |
| Nikola Lapinova | Sprint    | 21 min 57 s 3 | 5       | 42     |
| Nikola Lapinova | Poursuite | 37 min 07 s 1 | 10      | 39     |

Mixte
| Athlète                                                           | Épreuve                           | Finale            | Finale  | Finale |
| Athlète                                                           | Épreuve                           | Temps             | Manqués | Rang   |
| ----------------------------------------------------------------- | --------------------------------- | ----------------- | ------- | ------ |
| Ivona Fialkova Nikola Lapinova Ondrej Kosztolanyi Peter Oravec    | Relais mixte                      | 1 h 24 min 42 s 9 | 11+17   | 17     |
| Ivona Fialkova Barbora Klementova Ondrej Kosztolanyi Andrej Segec | Relais mixte ski de fond/biathlon | 1 h 10 min 14 s 7 | 1+10    | 17     |

### Ski de fond
La Slovaquie a qualifié 2 athlètes.
Hommes
| Athlète      | Épreuve      | Finale        | Finale |
| Athlète      | Épreuve      | Temps         | Rang   |
| ------------ | ------------ | ------------- | ------ |
| Andrej Segec | 10 km hommes | 32 min 44 s 5 | 27     |

Femmes
| Athlète            | Épreuve     | Finale        | Finale |
| Athlète            | Épreuve     | Temps         | Rang   |
| ------------------ | ----------- | ------------- | ------ |
| Barbora Klementova | 5 km femmes | 16 min 16 s 5 | 12     |

Sprint
| Athlète            | Épreuve       | Qualification | Qualification | Quart de finale | Quart de finale | Demi-finale   | Demi-finale   | Finale        | Finale        |
| Athlète            | Épreuve       | Total         | Rang          | Total           | Rang            | Total         | Rang          | Total         | Rang          |
| ------------------ | ------------- | ------------- | ------------- | --------------- | --------------- | ------------- | ------------- | ------------- | ------------- |
| Andrej Segec       | Sprint hommes | 1 min 47 s 23 | 15 Q          | 1 min 50 s 0    | 3               | Non qualifié  | Non qualifié  | Non qualifié  | Non qualifié  |
| Barbora Klementova | Sprint femmes | 2 min 01 s 37 | 11 Q          | 2 min 01 s 5    | 3               | Non qualifiée | Non qualifiée | Non qualifiée | Non qualifiée |

Mixte
| Athlète                                                           | Épreuve                           | Finale            | Finale  | Finale |
| Athlète                                                           | Épreuve                           | Temps             | Manqués | Rang   |
| ----------------------------------------------------------------- | --------------------------------- | ----------------- | ------- | ------ |
| Ivona Fialkova Barbora Klementova Ondrej Kosztolanyi Andrej Segec | Relais mixte ski de fond/biathlon | 1 h 10 min 14 s 7 | 1+10    | 17     |

### Hockey sur glace
La Slovaquie a qualifié une équipe féminine.
Composition de l'équipe
| - Viktoria Frankovicova - Maria Hudecova - Nikola Kaliska - Romana Kiapesova - Jana Kubalikova - Zuzana Kubalikova | - Lubica Levcikova - Katarina Luptakova - Martina Matiskova - Diana Papesova - Maria Rajtarova - Nikola Rezankova | - Lubica Stofankova - Julia Svagerkova - Dominika Takacova - Miroslava Vavakova - Silvia Vojtkova |

Groupe A
| Équipe     | PJ | G | VP | DP | P | BP | BC | Diff | PTS |
| ---------- | -- | - | -- | -- | - | -- | -- | ---- | --- |
| Suède      | 4  | 4 | 0  | 0  | 0 | 43 | 0  | +43  | 12  |
| Autriche   | 4  | 3 | 0  | 0  | 1 | 22 | 6  | +16  | 9   |
| Allemagne  | 4  | 2 | 0  | 0  | 2 | 12 | 16 | -4   | 6   |
| Kazakhstan | 4  | 1 | 0  | 0  | 3 | 3  | 28 | -25  | 3   |
| Slovaquie  | 4  | 0 | 0  | 0  | 4 | 1  | 31 | -30  | 0   |

| 13 janvier 2012 | Autriche | 9-0 (2–0, 5–0, 2–0) | Slovaquie | Tyrolean Ice Arena 245 spectateurs |

| Feuille de match        | Feuille de match | Feuille de match                    | Feuille de match | Feuille de match                                         |
| ----------------------- | --- | ----------------------------------- | ---------------- | -------------------------------------------------------- |
|                         | J. Willenshofer (V. Hummel, N. Arnberger) (SN) – 5 min 51 s T. Grascher (J. Frick) – 8 min 33 s T. Grascher (A. Meixner) – 15 min 46 s A. Guertler (T. Grascher, A. Iberer) – 17 min 7 s J. Frick – 21 min 34 s P. Polczik (V. Hummel) – 23 min 32 s A. Meixner (J. Willenshofer) – 24 min 59 s J. Frick (A. Meixner, A. List) (SN) – 33 min 15 s J. Willenshofer (V. Hummel) – 37 min 23 s | 1–0 2–0 3–0 4–0 5–0 6–0 7–0 8–0 9–0 |                  | Arbitrage : Kaisa Ketonen Nikola Dvorakova Mirjam Gruber |
| Paula Camilla Marchhart | Gardiens | Nikola Kaliska                      |                  | Arbitrage : Kaisa Ketonen Nikola Dvorakova Mirjam Gruber |
| 2 min                   | Pénalités | 4 min                               |                  | Arbitrage : Kaisa Ketonen Nikola Dvorakova Mirjam Gruber |
| 44                      | Tirs | 3                                   |                  | Arbitrage : Kaisa Ketonen Nikola Dvorakova Mirjam Gruber |

| 15 janvier 2012 | Slovaquie | 0-8 (0–4, 0–1, 0–3) | Allemagne | Tyrolean Ice Arena 286 spectateurs |

| Feuille de match | Feuille de match | Feuille de match                | Feuille de match | Feuille de match                              |
| ---------------- | ---------------- | ------------------------------- | --- | --------------------------------------------- |
|                  |                  | 0–1 0–2 0–3 0–4 0–5 0–6 0–7 0–8 | 7 min 59 s – V. Offermann 9 min 19 s – V. Offermann (P. Szawlowski) 11 min 2 s – P. Szawlowski (L. Geelhaar, A. Fiegert) 12 min 57 s – V. Offermann (L. Geelhaar, T. Fritz) (IN) 24 min 25 s – S. Selzer (K. Oertel, A. Fiegert) (IN) 30 min 46 s – A. Fiegert (V. Offermann) (IN) 41 min 38 s – A. Fiegert (V. Offermann) 43 min 3 s – N. Korff (T. Hoppe, J. Winter) (SN) | Arbitrage : Ceci Morris HUI Wang Trine Viskum |
| Nikola Kaliska   | Gardiens         | Viola Hotter                    | | Arbitrage : Ceci Morris HUI Wang Trine Viskum |
| 4 min            | Pénalités        | 8 min                           | | Arbitrage : Ceci Morris HUI Wang Trine Viskum |
| 3                | Tirs             | 66                              | | Arbitrage : Ceci Morris HUI Wang Trine Viskum |

| 17 janvier 2012 | Slovaquie | 1-2 (0–1, 0–0, 1–1) | Kazakhstan | Tyrolean Ice Arena 359 spectateurs |

| Feuille de match | Feuille de match                            | Feuille de match | Feuille de match                                                                                            | Feuille de match                                    |
| ---------------- | ------------------------------------------- | ---------------- | --- | --------------------------------------------------- |
|                  | S. Vojtkova (D. Papesova) (SN) – 39 min 8 s | 0–1 0–2 1–2      | 10 min 35 s – S. Urpekbayeva (M. Ryspek, Z. Nurgaliyeva) (SN) 33 min 38 s – A. Matussevich (Z. Nurgaliyeva) | Arbitrage : Kaisa Ketonen Nikola Dvorakova HUI Wang |
| Romana Kiapesova | Gardiens                                    | Anastassiya Ogay | | Arbitrage : Kaisa Ketonen Nikola Dvorakova HUI Wang |
| 2 min            | Pénalités                                   | 8 min            | | Arbitrage : Kaisa Ketonen Nikola Dvorakova HUI Wang |
| 15               | Tirs                                        | 31               | | Arbitrage : Kaisa Ketonen Nikola Dvorakova HUI Wang |

| 18 janvier 2012 | Suède | 12-0 (7–0, 4–0, 1–0) | Slovaquie | Tyrolean Ice Arena 589 spectateurs |

| Feuille de match | Feuille de match | Feuille de match                                   | Feuille de match | Feuille de match                                  |
| ---------------- | --- | -------------------------------------------------- | ---------------- | ------------------------------------------------- |
|                  | J. Eidensten (A. Johansson) (SN) – 3 min 22 s A. Kjellbin (K. Andersson) – 4 min 56 s M. Wong (R. Hoglund, W. Ekstrom) – 6 min 31 s M. Wong (R. Hoglund) – 6 min 54 s C. Lillback – 7 min 8 s S. Kuller (M. Andersson, C. Lillback) – 7 min 50 s M. Wong (E. Alasalmi) – 9 min 20 s K. Andersson (W. Ekstrom) – 17 min 53 s C. Lillback (S. Kuller, L. Backlin) (IN) – 21 min 13 s M. Wong (R. Hoglund) – 29 min 10 s K. Andersson (M. Andersson, S. Kuller) – 29 min 51 s S. Kuller (K. Andersson, A. Kjellbin) – 33 min 37 s | 1–0 2–0 3–0 4–0 5–0 6–0 7–0 8–0 9–0 10–0 11–0 12–0 |                  | Arbitrage : Meghan Mallette HUI Wang Trine Viskum |
| Sara Besseling   | Gardiens | Romana Kiapesova                                   |                  | Arbitrage : Meghan Mallette HUI Wang Trine Viskum |
| 4 min            | Pénalités | 2 min                                              |                  | Arbitrage : Meghan Mallette HUI Wang Trine Viskum |
| 80               | Tirs | 1                                                  |                  | Arbitrage : Meghan Mallette HUI Wang Trine Viskum |

La Slovaquie n'est donc pas qualifiée pour les demi-finales.

### Luge
La Slovaquie a qualifié 5 athlètes.
Hommes
| Athlète                       | Épreuve       | Finale   | Finale   | Finale         | Finale |
| Athlète                       | Épreuve       | Manche 1 | Manche 2 | Total          | Rang   |
| ----------------------------- | ------------- | -------- | -------- | -------------- | ------ |
| Jozef Petrulak                | Simple hommes | 40 s 718 | 40 s 493 | 1 min 21 s 211 | 18     |
| Jozef Cikovsky Patrik Tomasko | Double hommes | 42 s 930 | 43 s 018 | 1 min 25 s 948 | 5      |

Femmes
| Athlète           | Épreuve       | Finale   | Finale   | Finale         | Finale |
| Athlète           | Épreuve       | Manche 1 | Manche 2 | Total          | Rang   |
| ----------------- | ------------- | -------- | -------- | -------------- | ------ |
| Nikola Drajnova   | Simple femmes | 41 s 574 | 41 s 326 | 1 min 22 s 900 | 19     |
| Tatiana Zifcakova | Simple femmes | 41 s 080 | 41 s 727 | 1 min 22 s 807 | 17     |

Équipe
| Athlète                                                      | Épreuve                   | Finale   | Finale   | Finale   | Finale         | Finale |
| Athlète                                                      | Épreuve                   | Hommes   | Femmes   | Doubles  | Total          | Rang   |
| ------------------------------------------------------------ | ------------------------- | -------- | -------- | -------- | -------------- | ------ |
| Nikola Drajnova Jozef Petrulak Jozef Cikovsky Patrik Tomasko | Relais par équipes mixtes | 45 s 969 | 47 s 911 | 47 s 396 | 2 min 21 s 276 | 9      |